# آدم كيلي
آدم كيلي هو كاتب كندي، ولد في 9 يناير 1973 في Notre-Dame-de-Grâce ‏ في كندا.